# روس توماسيللي
روس توماسيللي (بالإنجليزية: Ross Tomaselli)‏ هو مصمم جرافيك ولاعب كرة قدم أمريكي في مركز الوسط، ولد في 9 يناير 1992 في ويلمينغتون في الولايات المتحدة. لعب مع Wilmington Hammerheads FC ‏.

## وصلات خارجية
- روس توماسيللي على موقع قاعدة بيانات كرة القدم.إي يو (الإنجليزية)
- روس توماسيللي على موقع Soccerway.com (الإنجليزية)